# Derrick/Episodenliste

Logo

Dies ist eine Auflistung der Episoden der deutschen Fernsehkrimiserie Derrick, in chronologischer Reihenfolge der Erstausstrahlung. Die Serie umfasst 281 Episoden, deren Erstausstrahlung in Deutschland vom 20. Oktober 1974 bis zum 16. Oktober 1998 im ZDF erfolgte. Herbert Reinecker zeichnete für die Drehbücher sämtlicher 281 Episoden verantwortlich.

## Hauptpersonen
- Horst Tappert als Oberinspektor Stephan Derrick
- Fritz Wepper als Inspektor Harry Klein
- Willy Schäfer als Kriminalbeamter Willy Berger (in dieser Rolle ab Folge 12)
- Günther Stoll als Kriminalbeamter Schröder (Folgen 5 bis 35)
- Gerhard Borman als Kriminalbeamter Echterding (Folgen 12 bis 38)

außerdem:
- Hermann Lenschau als Kriminalrat Harder (Folgen 5, 8, 21, 36)
- Johanna von Koczian als Psychologin Renate Konrad, Derricks Freundin (Folgen 11, 20, Erwähnung in Folge 15)
- Claus Richt als Kriminalbeamter Benno Lippert (Folgen 40, 41, 43)
- Margot Medicus als Innenarchitektin Ariane, Derricks Freundin (Folgen 115, 117)
- Marion Kracht als Polizeipsychologin Sophie Lauer (Folgen 242, 252, 266, 272, 278)

Die mit Abstand meisten Gastauftritte in der Serie absolvierte Dirk Galuba in insgesamt 22 Folgen, gefolgt von Philipp Moog (16 Folgen), Pierre Franckh, Sky du Mont (damals noch als Sky Dumont) und Jutta Kammann (jeweils 14 Folgen). Berücksichtigt man auch Kleindarsteller, wird die Liste von Holger Petzold mit 23 Auftritten angeführt.

## Regisseure
- Theodor Grädler (51 Folgen)
- Helmuth Ashley (46 Folgen)
- Zbyněk Brynych (37 Folgen)
- Alfred Weidenmann (30 Folgen)
- Alfred Vohrer (28 Folgen)
- Dietrich Haugk (15 Folgen)
- Günter Gräwert (14 Folgen)
- Wolfgang Becker (11 Folgen)
- Jürgen Goslar (11 Folgen)
- Horst Tappert (11 Folgen)
- Franz Peter Wirth (5 Folgen)
- Eberhard Itzenplitz (5 Folgen)
- Michael Braun (3 Folgen)
- Gero Erhardt (3 Folgen)
- Peter Deutsch (3 Folgen)
- Wigbert Wicker (3 Folgen)
- Leopold Lindtberg (2 Folgen)
- Erik Ode (2 Folgen)
- Helmut Käutner (1 Folge)
- Hans-Jürgen Tögel (1 Folge)

## Episodenliste
- Hinweis:

Die Schreibweise der Rollen- und Schauspielernamen sind den Credits im Abspann der Episoden entnommen. Die Schreibweise der Titel können von der aktuellen deutschen Rechtschreibung abweichen. 
| Folge | Titel                                                | Erstausstrahlung | Regie               | Besonderheiten | Gastauftritte bekannterer Schauspieler |
| ----- | ---------------------------------------------------- | ---------------- | ------------------- | --- | --- |
| 1     | Waldweg                                              | 20. Okt. 1974    | Dietrich Haugk      | Darf im deutschsprachigen Raum wegen kontroverser Gewaltdarstellung nur noch in einer um 24 Sekunden gekürzten Version gesendet werden. | Hilde Weissner, Herbert Bötticher, Wolfgang Kieling, Karl Lieffen, Lina Carstens, Klaus Höhne, Ingrid Kannonier, Gabriele Lorenz, Elinor von Wallerstain, Sigurd Fitzek, Friedrich Georg Beckhaus, Walter Sedlmayr |
| 2     | Johanna                                              | 3. Nov. 1974     | Leopold Lindtberg   | Im Abspann wird der Rollenname von Günter W. Schünemann fälschlicherweise als Helmut Alimonta, der den Wirt spielt, angegeben. | Lilli Palmer, Helmut Lohner, Helga Anders, Josef Dahmen, Helmut Alimonta, Gerhard Klarner (Stimme des Nachrichtensprechers) |
| 3     | Stiftungsfest                                        | 1. Dez. 1974     | Helmut Käutner      | Der Täter wird gespielt von Siegfried Lowitz, dem späteren Hauptdarsteller aus „Der Alte“. | Siegfried Lowitz, Herbert Fleischmann, Ullrich Haupt, Bruno Dietrich, Claudia Butenuth, Gusti Kreissl, Andrea Rau, Joachim Wichmann, Panos Papadopulos, Hans Stadtmüller |
| 4     | Mitternachtsbus                                      | 12. Jan. 1975    | Theodor Grädler     | Erste produzierte Folge, gedreht im Sommer 1973. | Werner Kreindl, Hartmut Becker, Christiane Schröder, Bruni Löbel, Rudolf Platte, Lambert Hamel, Hans Quest, Horst Sachtleben, Fritz Schmiedel |
| 5     | Tod am Bahngleis                                     | 9. Feb. 1975     | Alfred Weidenmann   | Arbeitstitel: Portrait eines Mörders. Erste Folge mit Schröder und Harder. | Günter Strack, Peter Kuiper, Mascha Gonska, Eleonore Weisgerber, Wolfgang Spier, Gaby Fischer, Claudia Rieschel, Christine Buchegger |
| 6     | Nur Aufregungen für Rohn                             | 9. März 1975     | Wolfgang Becker     | | Thomas Fritsch, Helmut Käutner, Michael Ande, Gustl Halenke, Thomas Astan, Peter Böhlke, Jutta Kammann, Peter Capell, Frauke Sinjen |
| 7     | Madeira                                              | 6. Apr. 1975     | Theodor Grädler     | | Curd Jürgens, Inge Birkmann, Susanne Uhlen, Elfriede Kuzmany, Werner Pochath, Paula Denk, Hans Pössenbacher |
| 8     | Zeichen der Gewalt                                   | 4. Mai 1975      | Theodor Grädler     | Erste Folge mit Berger. Sybil Danning wurde von Ingrid van Bergen nachsynchronisiert. | Gaby Dohm, Raimund Harmstorf, Jan Hendriks, Eric Pohlmann |
| 9     | Paddenberg                                           | 1. Juni 1975     | Franz Peter Wirth   | | Peter Pasetti, Anaid Iplicjian, Heinz Bennent, Ernst Jacobi, Edith Schultze-Westrum |
| 10    | Hoffmanns Höllenfahrt                                | 29. Juni 1975    | Theodor Grädler     | Willy Schäfer (Berger) spielt in dieser Folge den Zeugen Schulz. | Ingrid Steeger, Judy Winter, Klaus Löwitsch, Katharina Seyferth, Pierre Franckh |
| 11    | Pfandhaus                                            | 27. Juli 1975    | Dietrich Haugk      | | Klaus Maria Brandauer, Max Mairich, Doris Kunstmann, Johanna von Koczian, Jane Tilden, Dirk Dautzenberg, Doris Arden |
| 12    | Ein Koffer aus Salzburg                              | 24. Aug. 1975    | Alfred Weidenmann   | Erste Folge mit Echterding. Kurt Jaggberg hat einen Gastauftritt als Bezirksinspektor Wirz (bekannt aus den Tatort-Folgen mit Oberinspektor Marek). | Ralf Schermuly, Liane Hielscher, Traugott Buhre, Rosl Mayr |
| 13    | Kamillas junger Freund                               | 21. Sep. 1975    | Alfred Vohrer       | | Luitgard Im, Siegfried Wischnewski, Karl Walter Diess, Hans-Georg Panczak, Käte Jaenicke, Hans Baur, Ilse Pagé, Harry Meyen, Gerd Böckmann, Bruno Dallansky, Mascha Gonska |
| 14    | Der Tag nach dem Mord                                | 19. Okt. 1975    | Helmuth Ashley      | Oliver Grimm wurde von Michael Ande nachsynchronisiert. | Alexander Kerst, Oliver Grimm, Anita Lochner, Krista Keller, Angela Hillebrecht, Günter Mack |
| 15    | Alarm auf Revier 12                                  | 14. Dez. 1975    | Zbyněk Brynych      | Theo, wir fahr’n nach Lodz von Vicky Leandros ist das musikalische Leitmotiv incl. Abspann. | Gert Haucke, Rosemarie Fendel, Walter Sedlmayr, Heinz Werner Kraehkamp, Paula Braend |
| 16    | Tod der Kolibris                                     | 11. Jan. 1976    | Dietrich Haugk      | Regisseur Haugk tritt als schweigsamer Chefarzt auf. | Sylvia Manas, Ernst Schröder, Edith Heerdegen, Heinz Ehrenfreund, Benno Sterzenbach |
| 17    | Tod des Trompeters                                   | 8. Feb. 1976     | Zbyněk Brynych      | Mit dem prominent eingesetzten Song „Ohne dich ist es Nacht“ von Sabrina & Peter Thomas. Regisseur Brynych hat einen Kurzauftritt als Mann, der Blumen aus einem Schließfach holt. | Sky Dumont, Sabine von Maydell, Bernd Herzsprung, Herbert Tiede |
| 18    | Angst                                                | 7. März 1976     | Theodor Grädler     | Das Intro des Derrick-Themas von Les Humphries wird hier als Untermalung einer Szene verwendet und zu diesem Zweck mehrmals wiederholt. Derrick hat seinen wohl emotionalsten Moment in der Serie, als er mit dem Ausruf „Sie Schwein, Sie verdammtes Schwein!“ den Täter am Kragen packt und gegen einen Schrank stößt.                    | Hans Dieter Zeidler, Uschi Glas, Heidelinde Weis, Bernd Herzsprung, Beatrice Norden, Hannes Kaetner, Jean-Pierre Zola |
| 19    | Tote Vögel singen nicht                              | 4. Apr. 1976     | Alfred Vohrer       | Ehemalige Giftschrank-Folge: 5 Tote waren den Zuschauern zu viel. | Doris Kunstmann, Hans Caninenberg, Tilly Lauenstein, Hans Korte, Lola Müthel |
| 20    | Schock                                               | 2. Mai 1976      | Alfred Vohrer       | Ehemalige Giftschrank-Folge: Der Mord an einem Kind erntete ebenfalls harsche Kritik. | Karin Baal, Johanna von Koczian, Christine Wodetzky, Vadim Glowna, Jürgen Draeger, Dirk Galuba, Jan Hendriks, Dieter Eppler, Konrad Georg, Michel Jacot |
| 21    | Kalkutta                                             | 30. Mai 1976     | Alfred Weidenmann   | Ricky Shayne tritt als Sänger auf. | Karl Michael Vogler, Eva Christian, Pinkas Braun, Kornelia Boje, Josef Fröhlich, Walter Bluhm, Dirk Dautzenberg, Gernot Endemann, Hermann Lenschau, Helmut Alimonta, Volkert Kraeft, Frauke Sinjen, Richard Münch, Jan Hendriks, Klaus Münster, Otto Bolesch, Paula Braend, Edith Schultze-Westrum, Wolfrid Lier, Werner Umberg, Manfred Spies, Eduard Linkers, Inge Schulz, Beatrice Norden, Hannes Gromball, Leopold Gmeinwieser, Rolf Castell |
| 22    | Kein schöner Sonntag                                 | 27. Juni 1976    | Leopold Lindtberg   | Wurde bereits 1974 als 7. Folge produziert. Derrick und Klein erscheinen erst in Minute 29. | Ulrich Haupt, Johanna Hofer, Gudrun Thielemann, Andreas Seyferth, Claudia Golling, Henning Schlüter, Herbert Weißbach, Renate Grosser, Petra Peters |
| 23    | Auf eigene Faust                                     | 11. Juli 1976    | Zbyněk Brynych      | | Horst Frank, Karl John, Siegfried Rauch, Helmut Käutner |
| 24    | Ein unbegreiflicher Typ                              | 25. Juli 1976    | Theodor Grädler     | | Carl-Heinz Schroth, Hilde Krahl, Jürgen Goslar, Michaela May, Walter Gross, Hans-Michael Rehberg, Bruno Hübner, Jan Niklas |
| 25    | Das Bordfest                                         | 8. Aug. 1976     | Alfred Weidenmann   | | Judy Winter, Mathieu Carrière, Ernst Schröder, Herlinde Latzko, Erna Sellmer, Kristina Nel, Walter Schmidinger, Wolfgang Reichmann |
| 26    | Das Superding                                        | 5. Sep. 1976     | Wolfgang Becker     | | Horst Buchholz, Horst Sachtleben, Erni Singerl, Fritz Hakl |
| 27    | Risiko                                               | 19. Sep. 1976    | Franz Peter Wirth   | | Wolfgang Müller, Günther Ungeheuer, Werner Bruhns, Maria Sebaldt, Michaela May, Kristina Nel, Wilfried Klaus, Bernhard Helfrich, Klaus Münster, Leopold Gmeinwieser |
| 28    | Pecko                                                | 3. Okt. 1976     | Zbyněk Brynych      | Berger, der in dieser Folge ungewohnt präsent ist, wird im Abspann als „Kriminalbeamter Weber“ aufgeführt. | Pierre Franckh, Karl Walter Diess, Stefan Behrens, Harald Juhnke, Jane Tilden, Alexander Malachovsky, Evelyn Palek, Anita Mally, Helmut Alimonta |
| 29    | Der Mann aus Portofino                               | 28. Nov. 1976    | Dietrich Haugk      | | Kurt Meisel, Maresa Hörbiger, Alexander Golling, Ursula von Reibnitz, Amedeo Nazzari |
| 30    | Yellow He                                            | 23. Jan. 1977    | Zbyněk Brynych      | | Maria Schell, Martin Semmelrogge, Wolf Ackva, Susanne Beck, Volker Eckstein, Karl Lieffen, Liane Hielscher, Arthur Brauss, Petra Peters, Ursula Ludwig, Max Griesser |
| 31    | Hals in der Schlinge                                 | 6. Feb. 1977     | Alfred Vohrer       | | Christine Kaufmann, Günter Strack, Helga Anders, Herbert Fleischmann, Carola Höhn |
| 32    | Eine Nacht im Oktober                                | 6. März 1977     | Wolfgang Becker     | | Iris Berben, Traugott Buhre, Brigitte Horney, Bernhard Wicki, Sabine von Maydell, Ella Büchi |
| 33    | Offene Rechnung                                      | 20. März 1977    | Alfred Vohrer       | | Rudolf Platte, Edith Heerdegen, Alf Marholm, Bruno Walter Pantel, Nino Korda, Otto Stern |
| 34    | Tod des Wucherers                                    | 3. Apr. 1977     | Zbyněk Brynych      | | Gerd Baltus, Agnes Dünneisen, Ida Krottendorf, Ursula Grabley, Peter Kuiper, Peter Neusser, Dieter Prochnow, Yvonne Brosch, Dieter Groest |
| 35    | Das Kuckucksei                                       | 12. Juni 1977    | Alfred Vohrer       | Letzte Folge mit Schröder (dessen Darsteller Günther Stoll bereits Anfang des Jahres verstorben war). | Ralf Schermuly, Gerd Böckmann, Werner Hinz, Ingeborg Lapsien, Elisabeth Volkmann, Karin Hardt, Alexander Kerst, Gretl Schörg, Frederic Meisner, Eva Berthold, Bernhard Helfrich, Panos Papadopulos |
| 36    | Mord im TEE 91                                       | 10. Juli 1977    | Zbyněk Brynych      | Letzte Folge mit Harder (Hermann Lenschau, in dieser Folge als Kriminalrat Degenhardt). | Alwy Becker, Harry Meyen, Siegfried Rauch, Erland Erlandsen, Rinaldo Talamonti, Thomas Braut, Ursula Ludwig, Karl Tischlinger, Herbert Tiede, Sepp Wäsche, Gert Wiedenhofen, Hans Stetter, Inge Schulz, Edgar Wenzel, Angela Hillebrecht, Fred Berhoff |
| 37    | Via Bangkok                                          | 21. Aug. 1977    | Theodor Grädler     | | Cornelia Froboess, Thomas Holtzmann, Christian Wolff, Gustl Halenke, Emely Reuer, Nora Minor, Peter Capell, Dagmar Heller, Michael Gahr, Sascha Borysenko, Gunter Ziegler, Claus Fuchs |
| 38    | Inkasso                                              | 18. Sep. 1977    | Helmuth Ashley      | Letzte Folge mit Echterding (Gerhard Borman). Erste Folge mit Soundtrack von Frank Duval. | Monika Gabriel, Karl Walter Diess, Joachim Wichmann, Dirk Galuba, Lisa Kreuzer, Dieter Schidor, Hans Quest, Helmut Pick, Jutta Kammann, Wolfgang Müller, Alexis von Hagemeister, Ludwig Wühr, Johanna Baumann |
| 39    | Tote im Wald                                         | 16. Okt. 1977    | Helmuth Ashley      | | Gaby Dohm, Martin Lüttge, Günther Neutze, Carolin Ohrner |
| 40    | Der Fotograf                                         | 6. Jan. 1978     | Helmuth Ashley      | Kriminalbeamter Lippert ersetzt ab hier für drei Folgen seine Vorgänger Schröder und Echterding, bevor man sich ab Folge 46 auf Berger als alleinigen Dritten im Bunde konzentriert. Ab dieser Folge regelmäßige Erstausstrahlung am Freitag.                                                                                               | Christine Buchegger, Herbert Mensching, Mijou Kovacs, Bruno Dietrich, Rudolf Wessely, Jürgen Goslar, Josef Fröhlich, Holger Petzold, Astrid Boner |
| 41    | Tod eines Fans                                       | 3. Feb. 1978     | Alfred Vohrer       | Die Folge kommt gänzlich ohne das Derrick-Thema aus. | Tommi Piper, Wolfgang Wahl, Stefan Behrens, Christian Kohlund, Rebecca Völz, Eva Kotthaus, Helga Anders, Hannes Messemer |
| 42    | Abendfrieden                                         | 24. Feb. 1978    | Helmuth Ashley      | | Inge Birkmann, Thomas Fritsch, Alice Treff, Hilde Weissner, Dietlinde Turban |
| 43    | Ein Hinterhalt                                       | 31. März 1978    | Alfred Vohrer       | | Toni Berger, Hans-Georg Panczak, Traugott Buhre, Ruth Leuwerik, Hans Kraus, Heiner Lauterbach, Helmut Fischer, Werner Asam |
| 44    | Stein’s Tochter                                      | 5. Mai 1978      | Wolfgang Becker     | | Katerina Jacob, Markus Boysen, Thomas Holtzmann, Stephan Schwartz, Hans Zander, Hartmut Becker, Henning Gissel, Eckhard Heise, Hannes Gromball |
| 45    | Klavierkonzert                                       | 16. Juni 1978    | Helmuth Ashley      | | Peter Fricke, Iris Berben, Eric Pohlmann, Sky Dumont, Maria Schell, Jutta Speidel, Heinz Ehrenfreund, Helma Seitz, Ursula Ludwig, Ilse Neubauer, Michael Mendl |
| 46    | Kaffee mit Beate                                     | 14. Juli 1978    | Alfred Vohrer       | Ein Fall für Harry. | Helga Anders, Agnes Fink, Tilly Lauenstein, Christian Quadflieg, Klaus Herm, Peter Pasetti, Johanna Elbauer, Miriam Mahler, Karl-Heinz Thomas, Birgit Koch, Willi Röbke |
| 47    | Solo für Margarete                                   | 4. Aug. 1978     | Michael Braun       | Die Musik der Band von Horst Buchholz entstammt mit Abwandlungen dem Album Ataraxia von Passport. Lisa Kreuzer wurde als Margarete Wenk von Angelika Bender synchronisiert. Musik: Klaus Doldinger | Horst Buchholz, Lisa Kreuzer, Jacques Breuer, Susanne Beck, Elisabeth Neumann-Viertel, Siegurd Fitzek, Michael Brennicke, Andreas Seyferth, Karl-Heinz Peters, Wulf Kessler |
| 48    | Lissas Vater                                         | 25. Aug. 1978    | Alfred Vohrer       | Die Musik dieser Folge kommt gänzlich ohne das Derrick-Thema aus. | Heinz Bennent, Anne Bennent, Ullrich Haupt, Christine Wodetzky, Helen Vita, Dieter Prochnow, Thomas Astan, Bruno Hübner, Carola Höhn, Bruno W. Pantel |
| 49    | Der Spitzel                                          | 22. Sep. 1978    | Zbyněk Brynych      | Regisseur Zbyněk Brynych trat als Kneipengast auf. | Klaus Behrendt, Götz George, Ute Willing, Kornelia Boje, Stefan Behrens, Karl-Maria Schley, Horst Sachtleben, Ulli Kinalzik, Herta Worell, Kai Fischer, Paul Glawion |
| 50    | Die verlorenen Sekunden                              | 20. Okt. 1978    | Alfred Vohrer       | | Uwe Dallmeier, Elfriede Kuzmany, Herbert Herrmann, Karin Hardt, Maria Sebaldt, Michael Maien, Erna Sellmer, Louise Martini, Hans Korte, Eduard Linkers |
| 51    | Ute und Manuela                                      | 17. Nov. 1978    | Helmuth Ashley      | Das Mordopfer spielte Louis Hendrik Potgieter, der im Folgejahr als Mitglied von Dschinghis Khan bekannt wurde. | Cornelia Froboess, Monika Baumgartner, Gisela Uhlen, Werner Asam, Martin Semmelrogge, Thomas Braut, Evelyn Palek, Gerhard Acktun, Petra Drechsler |
| 52    | Abitur                                               | 15. Dez. 1978    | Theodor Grädler     | | Peter Dirschauer, Agnes Dünneisen, Hans Quest, Michael Wittenborn, Dietlinde Turban, Volker Eckstein, Friedrich G. Beckhaus, Wilfried Klaus, Josef Fröhlich, Karin Frey |
| 53    | Der L-Faktor                                         | 5. Jan. 1979     | Helmuth Ashley      | | Mathieu Carrière, Herbert Mensching, Katja Rupé, Gisela Peltzer, Wolfgang Müller, Amadeus August |
| 54    | Anschlag auf Bruno                                   | 2. Feb. 1979     | Theodor Grädler     | | Dieter Schidor, Peter Ehrlich, Volker Eckstein, Herbert Stass, Doris Schade, Michaela May, Heiner Lauterbach, Erni Singerl, Udo Thomer, Gunther Beth, Hanns Stein |
| 55    | Schubachs Rückkehr                                   | 9. März 1979     | Theodor Grädler     | | Udo Vioff, Claus Biederstaedt, Christine Buchegger, Rudolf Wessely |
| 56    | Ein unheimliches Haus                                | 30. März 1979    | Alfred Vohrer       | | Eva Kotthaus, Sascha Hehn, Paul Hoffmann, Nora Minor, Wolfgang Büttner, Lisa Kreuzer, Ute Willing, Alf Marholm |
| 57    | Die Puppe                                            | 11. Mai 1979     | Theodor Grädler     | Ein Fall für Harry. | Siegfried Wischnewski, Werner Schulenberg, Karl Walter Diess, Alwy Becker, Claudia Butenuth, Emily Reuer |
| 58    | Tandem                                               | 8. Juni 1979     | Zbyněk Brynych      | | Stefan Behrens, Raimund Harmstorf, Elisabeth Wiedemann, Dirk Galuba, Dirk Dautzenberg, Karl-Maria Schley, Dan van Husen, Hans Zander, Ulrich Beiger |
| 59    | Lena                                                 | 29. Juni 1979    | Theodor Grädler     | | Rolf Becker, Ursula Lingen, Romuald Pekny, Beatrice Norden, Joachim Wichmann, Rudolf Schündler, Heike Goosmann, Thomas Braut, Elke Grassl, Paul Muller, Maria Singer |
| 60    | Besuch aus New York                                  | 27. Juli 1979    | Helmuth Ashley      | Den titelgebenden amerikanischen Besucher spielte Brad Harris (bekannt aus der Filmserie Kommissar X). Dieser wird von Holger Hagen synchronisiert. | Léonie Thelen, Bruno W. Pantel, Grete Zimmer, Volker Eckstein |
| 61    | Ein Kongress in Berlin                               | 24. Aug. 1979    | Helmuth Ashley      | Das Special zur IFA 1979 ist mit einer Laufzeit von 75 Minuten die einzige Folge mit Überlänge. | Will Quadflieg, Judy Winter, Rainer Hunold, Bernd Herzsprung, Karl Walter Diess, Dirk Galuba, Thomas Braut, Rolf Bogus, Angela Salloker, Claudia Demarmels, Ullrich Haupt, Wolfried Lier, Evelyn Palek |
| 62    | Das dritte Opfer                                     | 28. Sep. 1979    | Alfred Vohrer       | | Heinz Drache, Jutta Speidel, Eva Christian, Lambert Hamel, Gudo Hoegel, Carola Höhn |
| 63    | Die Versuchung                                       | 26. Okt. 1979    | Erik Ode            | | Klaus Wildbolz, Dany Sigel, Peter Fricke, Heinz Moog |
| 64    | Ein Todesengel                                       | 23. Nov. 1979    | Alfred Vohrer       | | Christian Quadflieg, Sabine von Maydell, Thomas Fritsch, Johanna Elbauer, Brigitte Mira, Dirk Dautzenberg, Peter Lühr, Michael Maien, Paula Braend, Philipp Seiser, Klaus Münster, Karl-Heinz Thomas, Anton Feichtner, Willi Röbke |
| 65    | Karo As                                              | 21. Dez. 1979    | Dietrich Haugk      | | Klausjürgen Wussow, Günther Maria Halmer, Joana Maria Gorvin, Katerina Jacob, Sepp Wäsche, Leopold Gmeinwieser, Ingeborg Moosholzer |
| 66    | Hanna, liebe Hanna                                   | 4. Jan. 1980     | Theodor Grädler     | | Ute Christensen, Herbert Fleischmann, Christine Wodetzky, Jürgen Goslar, Volker Eckstein, Rudolf Wessely, Karin Frey, Gaby Herbst, Rolf Castell, Bernd Helfrich, Gustl Datz |
| 67    | Unstillbarer Hunger                                  | 25. Jan. 1980    | Helmuth Ashley      | | Maria Wimmer, Peter Fricke, Diana Körner, Pierre Franckh, Wolfgang Wahl, Sascha Hehn, Helma Seitz, Klaus Wildbolz, Veit Relin, Robert Naegele |
| 68    | Ein Lied aus Theben                                  | 7. März 1980     | Alfred Weidenmann   | | Mijou Kovacs, Inge Birkmann, Siegfried Wischnewski, Werner Schulenberg, Maria Selbaldt, Käte Jaenicke, Holger Petzold |
| 69    | Tödliche Sekunde                                     | 23. März 1980    | Zbyněk Brynych      | | Uwe Ochsenknecht, Werner Kreindl, Ida Krottendorf, Irina Wanka, Eva Brumby, Werner Asam, Lisa Kreuzer, Dan van Husen, Klaus Münster, Kunibert Gensichen, Karl Renar, Jan Groth |
| 70    | Ein tödlicher Preis                                  | 2. Mai 1980      | Helmuth Ashley      | | Ekkehardt Belle, Monika Baumgartner, Kurt Weinzierl, Friedrich G. Beckhaus, Peter Eschberg, Christiane Hammacher |
| 71    | Die Entscheidung                                     | 30. Mai 1980     | Theodor Grädler     | | Brigitte Horney, Gisela Uhlen, Sky Dumont, Christiane Krüger, Hannes Messemer, Karl-Heinz Vosgerau, Manfred Seipold |
| 72    | Der Tod sucht Abonnenten                             | 27. Juni 1980    | Zbyněk Brynych      | | Verena Peter, Manfred Zapatka, Dirk Dautzenberg, Jacques Breuer, Frank Muth, Käte Jaenicke, Ute Willing, Herbert Tiede, Babett Arens, Werner Zeussel |
| 73    | Auf einem Gutshof                                    | 1. Aug. 1980     | Theodor Grädler     | Musik: Raimund Rosenberger | Horst Buchholz, Helga Anders, Ellen Schwiers, Rolf Becker, Karin Baal, Peter Dirschauer, Willy Schultes |
| 74    | Zeuge Yurowski                                       | 22. Aug. 1980    | Alfred Vohrer       | | Bernhard Wicki, Christian Quadflieg, Hannelore Schroth, Christiane Krüger, Holger Hagen, Alf Marholm, Manfred Seipold, Bruno Dietrich, Johanna Elbauer, Sepp Wäsche |
| 75    | Eine unheimlich starke Persönlichkeit                | 19. Sep. 1980    | Erik Ode            | | Anaid Iplicjian, Siegfried Wischnewski, Rose Renée Roth, Franziska Bronnen, Herbert Fleischmann, Nikolaus Büchel |
| 76    | Pricker                                              | 17. Okt. 1980    | Alfred Vohrer       | | Klaus Schwarzkopf, Ruth Drexel, Ute Willing, Dirk Galuba, Werner Schnitzer, Maria Singer, Carola Höhn, Michael Maien, Gaby Herbst, Anton Rattinger, Bernd Helfrich, Anton Feichtner, Sepp Wäsche, Don Balmer, Willi Röbke, Werner Schnitzer, Georg Einerdinger |
| 77    | Dem Mörder eine Kerze                                | 21. Nov. 1980    | Dietrich Haugk      | Frank Duvals Stück „Angel of Mine“ aus dieser Folge wurde zum Hit. | Horst Frank, Sven-Eric Bechtolf, Sascha Hehn, Katja Bienert, Käte Jaenicke, Rolf Castell, Eva-Ingeborg Scholz, Angela Hillebrecht, |
| 78    | Eine Rechnung geht nicht auf                         | 12. Dez. 1980    | Helmuth Ashley      | | Wolfgang Müller, Lisa Kreuzer, Alice Treff, Arthur Brauss, Tommy Piper, Michael Boettge, Thomas Schücke, Jutta Kammann, Holger Petzold, Heike Goosmann, Andreas Voss, Inge Schulz, Sepp Thalmaier, Eva Röder |
| 79    | Der Kanal                                            | 2. Jan. 1981     | Helmuth Ashley      | | Bernd Herzsprung, Helga Anders, Wolfgang Wahl, Hubert Suschka, Monika Baumgartner, Claudia Rieschel, Volker Eckstein, Max Griesser, Marlies Schoenau, Fritz Korn, Sepp Thalmaier, Anton Feichtner, Willi Röbke, Angelika Rossaro |
| 80    | Am Abgrund                                           | 30. Jan. 1981    | Helmuth Ashley      | Deutliche Anleihen Reineckers bei seiner Kommissar-Folge „Ein Funken in der Kälte“. Auch Klaus Behrendt wiederholt seine Hauptrolle des alkoholkranken Tatzeugen. Musik: Hans Hammerschmid | Klaus Behrendt, Anton Diffring, Ilse Neubauer, Lotte Ledl, Dirk Dautzenberg, Rainer Hunold, Joachim Wichmann, Konrad Georg, Thomas Schücke, Margot Mahler, Rebecca Winter, Gerd Deutschmann, Gudo Hoegel, Hans Zander |
| 81    | Kein Garten Eden                                     | 13. Feb. 1981    | Günter Gräwert      | Musik: Roy Etzel | Markus Boysen, Ellen Schwiers, Thomas Holtzmann, Rita Russek, Michael Degen, Holger Petzold, Ulli Chival, Eva Röder |
| 82    | Eine ganz alte Geschichte                            | 27. März 1981    | Zbyněk Brynych      | | Mathieu Carriere, Herbert Fleischmann, Elisabeth Wiedemann, Verena Peter, Sascha Hehn, Gisela Fischer, Hans-Dieter Asner, Joachim Höppner |
| 83    | Die Schwester                                        | 1. Mai 1981      | Helmuth Ashley      | Ein Fall für Harry, der hier den Tod eines jungen Delinquenten verarbeiten muss, den er in Notwehr erschossen hat. | Jutta Speidel, Peter von Strombeck, Matthias Ponnier, Ruth Drexel, Rudolf Wessely, Anita Höfer, Anton Feichtner, Michael Gahr, Willi Röbke |
| 84    | Tod eines Italieners                                 | 10. Juli 1981    | Helmuth Ashley      | | Gerlinde Doeberl, Karin Baal, Klaus Herm, Edwin Marian, Sigfrit Steiner, Karl Walter Diess, Nate Seids, Harry Kalenberg, Werner Asam |
| 85    | Das sechste Streichholz                              | 14. Aug. 1981    | Alfred Vohrer       | | Sissy Höfferer, Thomas Schücke, Jacques Breuer, Pierre Franckh, Robert Atzorn, Tommi Piper |
| 86    | Prozente                                             | 28. Aug. 1981    | Theodor Grädler     | | Rolf Boysen, Gerd Baltus, Gerlinde Locker, Sunnyi Melles, Barbara Rütting, Michael Degen, Willy Semmelrogge, Martin Semmelrogge, Wilmut Borell |
| 87    | Der Untermieter                                      | 9. Okt. 1981     | Michael Braun       | Musik: Klaus Doldinger | Peter Kuiper, Lisa Kreuzer, Horst Sachtleben, Hans-Jürgen Schatz, Andy Voss, Fritz Straßner, Wilfried Klaus, Ludwig Wühr |
| 88    | Tod im See                                           | 6. Nov. 1981     | Alfred Vohrer       | | Robert Atzorn, Christiane Krüger, Heinz Moog, Maria Sebaldt, Holger Petzold, Georg Einerdinger, Willi Röbke |
| 89    | Die Stunde der Mörder                                | 4. Dez. 1981     | Theodor Grädler     | | Hans Caninenberg, Irina Wanka, Rolf Becker, Luitgard Im, Hans Brenner, Beatrice Norden, Werner Asam, Eva-Ingeborg Scholz, Rudolf Fernau, Gefion Helmke, Gaby Herbst, Karl Tischlinger, Klaus Krüger, Gerd Roman Frosch, Heide Ackermann, Ado Riegler, Erich Kleiber, Johannes Killert |
| 90    | Eine Rose im Müll                                    | 22. Jan. 1982    | Günter Gräwert      | | Beatrice Richter, Diana Körner, Uwe Dallmeier, Renate Grosser, Charles Brauer, Hans Häckermann, Ulli Kinalzik |
| 91    | Eine Falle für Derrick                               | 5. März 1982     | Theodor Grädler     | Derrick als Verdächtiger. | Cornelia Froboess, Traugott Buhre, Joachim Wichmann, Inge Birkmann, Tommi Piper, Werner Kreindl, Hans-Georg Panczak, Wolfrid Lier |
| 92    | Nachts in einem fremden Haus                         | 2. Apr. 1982     | Helmuth Ashley      | Musik: Hans Hammerschmid | Heinz Bennent, Thomas Astan, Susanne Beck, Ullrich Haupt, Stefan Behrens, Hans Quest |
| 93    | Die Fahrt nach Lindau                                | 14. Mai 1982     | Alfred Vohrer       | | Klausjürgen Wussow, Klaus Herm, Sissy Höfferer, Anne Bennent, Ekkehardt Belle |
| 94    | Ein Fall für Harry                                   | 9. Juli 1982     | Zbyněk Brynych      | Ein Fall für Harry. | Karl Lieffen, Irina Wanka, Ida Krottendorff, Sven-Eric Bechtolf, Karl Renar |
| 95    | Das Alibi                                            | 20. Aug. 1982    | Alfred Vohrer       | | Elfriede Kuzmany, Dietlinde Turban, Lambert Hamel, Tilly Lauenstein, Robert Atzorn, Ilse Künkele, Ekkehardt Belle |
| 96    | Hausmusik                                            | 17. Sep. 1982    | Alfred Weidenmann   | Musik: Eugen Thomass | Sky Dumont, Wolfgang Reichmann, Doris Schade, Ute Willing, Till Topf, Franziska Bronnen, Alf Marholm, Dirk Galuba |
| 97    | Der Mann aus Kiel                                    | 10. Okt. 1982    | Alfred Vohrer       | | Edwin Marian, Heidelinde Weis, Kristina Nel, Peter Pasetti, Hans-Jürgen Schatz, Ingeborg Lapsien, Alf Marholm, Helen Vita |
| 98    | Ein unheimliches Erlebnis                            | 10. Dez. 1982    | Theodor Grädler     | | Agnes Fink, Michael Wittenborn, Pascal Breuer, Claus Biederstaedt, Louise Martini, Dirk Dautzenberg, Dieter Eppler, Sigurd Fitzek |
| 99    | Via Genua                                            | 4. Feb. 1983     | Helmuth Ashley      | | Michael Degen, Wolf Roth, Heide Keller, Kurt Raab, Siegfried Rauch, Klaus Behrendt |
| 100   | Die Tote in der Isar                                 | 4. März 1983     | Alfred Weidenmann   | | Christiane Krüger, Ulli Maier, Horst Buchholz, Sven-Eric Bechtolf, Sonja Sutter, Horst Frank, Paul Dahlke, Fritz Strassner |
| 101   | Geheimnisse einer Nacht                              | 25. März 1983    | Alfred Vohrer       | | Gila von Weitershausen, Heinz Bennent, Jürgen Goslar, Thekla Carola Wied, Christian Wolff, Anne Bennent, Siegfried Wischnewski |
| 102   | Der Täter schickte Blumen                            | 29. Apr. 1983    | Helmuth Ashley      | Musik: Martin Böttcher | Ruth Leuwerik, Ernst Fritz Fürbringer, Peter Bongartz, Jacques Breuer, Hans Quest, Edwin Noël, Axel Scholtz |
| 103   | Die kleine Ahrens                                    | 27. Mai 1983     | Günter Gräwert      | Stummer Abspann ohne Musik. | Hans Caninenberg, Pascal Breuer, Renate Grosser, Lisa Kreuzer, Dieter Schidor |
| 104   | Tödliches Rendezvous                                 | 16. Sep. 1983    | Jürgen Goslar       | | Peter Ehrlich, Eva Kotthaus, Verena Peter, Thomas Schücke, Christian Berkel, Erik Schumann |
| 105   | Lohmanns innerer Frieden                             | 14. Okt. 1983    | Jürgen Goslar       | | Christiane Krüger, Martin Benrath, Christine Ostermayer, Udo Thomer, Sieghardt Rupp, Hans Quest, Hannes Messemer |
| 106   | Attentat auf Derrick                                 | 11. Nov. 1983    | Zbyněk Brynych      | Ein Fall für Harry. | Josef Glas, Till Topf, Christine Wodetzky, Karl Renar, Wolfrid Lier, Gerd Böckmann, Ida Krottendorf |
| 107   | Die Schrecken der Nacht                              | 9. Dez. 1983     | Zbyněk Brynych      | Ein Fall für Harry. Die Folge schließt inhaltlich an die vorherige an. | Monika Baumgartner, Dirk Dautzenberg, Volker Eckstein, Werner Asam, Simone Rethel, Ilona Grübel |
| 108   | Dr. Römer und der Mann des Jahres                    | 30. Dez. 1983    | Theodor Grädler     | Berger erschießt den Täter. Stummer Abspann ohne Musik. | Hans Dieter Zeidler, Gisela Stein, Erich Hallhuber, Ernst Schröder, Kristina Nel, Maria Singer, Angela Hillebrecht, Rolf Castell, Bruno W. Pantel, Hansi Thoms, Margit Weinert, Hans Bergmann |
| 109   | Das Mädchen in Jeans                                 | 20. Jan. 1984    | Theodor Grädler     | [ 3 ] [ 4 ] | Anja Jaenicke, Herbert Fleischmann, Alice Treff, Anaid Iplicjian, Elisabeth Müller |
| 110   | Die Verführung                                       | 10. Feb. 1984    | Helmuth Ashley      | | Hans-Jürgen Schatz, Gert Günther Hoffmann, Karl Obermayr, Horst Kummeth, Werner Stocker |
| 111   | Manuels Pflegerin                                    | 2. März 1984     | Helmuth Ashley      | | Herbert Fleischmann, Sascha Hehn, Susanne Uhlen, Gefion Helmke, Joachim Höppner |
| 112   | Drei atemlose Tage                                   | 30. März 1984    | Alfred Vohrer       | | Ekkehardt Belle, Ute Willing, Willy Schultes, Sky Dumont |
| 113   | Tödlicher Ausweg                                     | 27. Apr. 1984    | Alfred Vohrer       | | Reinhild Solf, Udo Vioff, Pierre Franckh, Sigfrit Steiner, Gila von Weitershausen, Olivia Pascal |
| 114   | Keine schöne Fahrt nach Rom                          | 25. Mai 1984     | Alfred Weidenmann   | | Heinz Reincke, Ulli Kinalzik, Fritz Straßner, Wolfrid Lier, Udo Thomer, Käte Jaenicke, Alf Marholm, Wolfgang Müller, Thomas Schücke |
| 115   | Ein Spiel mit dem Tod                                | 15. Juni 1984    | Theodor Grädler     | | Kristina Nel, Wolf Roth, Rudolf Wessely, Verena Peter, Edwin Noël, Uwe Dallmeier, Maria Singer, Margot Medicus |
| 116   | Ein Mörder zu wenig                                  | 20. Juli 1984    | Alfred Vohrer       | | Karin Baal, Volker Eckstein, Dirk Dautzenberg, Hans Brenner, Wolfgang Wahl |
| 117   | Angriff aus dem Dunkel                               | 10. Aug. 1984    | Jürgen Goslar       | | Birgit Doll, Babett Arens, Margot Medicus, Eva Kotthaus, Hannelore Schroth, Hans Dieter Asner, Anton Diffring |
| 118   | Ende einer Sehnsucht                                 | 31. Aug. 1984    | Michael Braun       | Gastdarsteller Norbert Kappen verstarb acht Tage vor der Erstausstrahlung der Folge. | Gaby Dohm, Karl Renar, András Fricsay, Pascal Breuer, Norbert Kappen, Marion Martienzen |
| 119   | Gangster haben andere Spielregeln                    | 14. Sep. 1984    | Alfred Vohrer       | | Günther Ungeheuer, Hans Korte, Udo Thomer, Evelyn Opela, Sissy Höfferer, Klausjürgen Wussow, Jan Niklas |
| 120   | Das seltsame Leben des Herrn Richter                 | 19. Okt. 1984    | Theodor Grädler     | Musik: Max Greger junior | Klaus Behrendt, Edwin Noël, Christa Berndl, Klaus Höhne, Hilde Volk, Peter Bertram, Alf Marholm |
| 121   | Der Klassenbeste                                     | 23. Nov. 1984    | Theodor Grädler     | | Dieter Eppler, Ralf Schermuly, Helga Anders, Anne Bennent, Volker Eckstein, Til Erwig, Robert Meyer, Claudia Butenuth, Egon Biscan |
| 122   | Stellen Sie sich vor, man hat Dr. Prestel erschossen | 14. Dez. 1984    | Zbyněk Brynych      | Erstmals mit Soundtrack von Eberhard Schoener. | Armin Mueller-Stahl, Ursula Lingen, Jutta Kammann, Klaus Herm, Peer Augustinski, Verena Peter, Katharina de Bruyn, Hilde Volk, Hans Quest |
| 123   | Der Mann aus Antibes                                 | 18. Jan. 1985    | Jürgen Goslar       | | Christian Kohlund, Sky Dumont, Irina Wanka |
| 124   | Gregs Trompete                                       | 8. Feb. 1985     | Jürgen Goslar       | | Ekkehardt Belle, Carolin Ohrner, Karl Renar, Dieter Schidor, Wolfgang Müller, Pierre Franckh, Hans Zander, Sieghardt Rupp, Jeanette Mühlmann |
| 125   | Raskos Kinder                                        | 1. März 1985     | Theodor Grädler     | | Peter Ehrlich, Peter Kuiper, Volker Eckstein, Anja Jaenicke, Lisa Kreuzer, Andreas Seyferth, Dieter Prochnow |
| 126   | Toter Goldfisch                                      | 22. März 1985    | Zbyněk Brynych      | | Elisabeth Wiedemann, Hans-Georg Panczak, Gerd Böckmann, Thomas Astan, Robert Naegele, Paul Hoffmann, Herbert Tiede |
| 127   | Wer erschoß Asmy?                                    | 19. Apr. 1985    | Jürgen Goslar       | | Anne Bennent, David Bennent, Enzi Fuchs, Fritz Straßner, Werner Asam, Constanze Engelbrecht, Inge Birkmann |
| 128   | Das tödliche Schweigen                               | 3. Mai 1985      | Theodor Grädler     | Musik: Martin Böttcher | Irina Wanka, Jacques Breuer, Arthur Brauss, Hans-Helmut Dickow |
| 129   | Ein unheimlicher Abgang                              | 17. Mai 1985     | Jürgen Goslar       | | Christiane Krüger, Peter Bongartz, Lisa Kreuzer, Klaus Höhne, Hans Stadtmüller, Gaby Fischer, Dirk Galuba |
| 130   | Schwester Hilde                                      | 14. Juni 1985    | Theodor Grädler     | Musik: Max Greger junior | Inge Meysel, Susanne Uhlen, Ekkehardt Belle, Lis Verhoeven, Klaus Abramowski, Andrea Dahmen, András Fricsay |
| 131   | Lange Nacht für Derrick                              | 28. Juni 1985    | Dietrich Haugk      | | Klaus Schwarzkopf, Annemarie Düringer, Marion Kracht, Christian Kohlund, Marika Adam, Horst Sachtleben, Eva-Maria Bayerwaltes, Wilfried Baasner |
| 132   | Kranzniederlegung                                    | 6. Sep. 1985     | Zbyněk Brynych      | Eduard Erne wurde von Michael Ande nachsynchronisiert. | Herbert Stass, Eduard Erne, Jutta Kammann, Henry van Lyck, Karl Renar, Klaus Rohrmoser, Holger Petzold, Christine Marquitan |
| 133   | Tod eines jungen Mädchens                            | 4. Okt. 1985     | Theodor Grädler     | | Hans Korte, Gustl Halenke, Claus Biederstaedt, Pierre Franckh, Frank Nufer-Hessenland, Peter Kuipers, Margot Mahler, Frithjof Vierock |
| 134   | Die Tänzerin                                         | 3. Nov. 1985     | Zbyněk Brynych      | Basiert auf dem Reinecker-Roman Der Kommissar und die Tänzerin von 1977. | Dietlinde Turban, Ingrid Andree, Heinz Bennent, Dieter Eppler, Ruth Pistor, Manfred Seipold, Robert-Wolfgang Jarczyk, Christin Marquitan |
| 135   | Familie im Feuer                                     | 13. Dez. 1985    | Zbyněk Brynych      | | Dirk Galuba, Alice Treff, Beate Finckh, Ida Krottendorf, Hans-Georg Panczak, Henry van Lyck, Wolfrid Lier |
| 136   | An einem Montagmorgen                                | 3. Jan. 1986     | Jürgen Goslar       | Am Anfang dieser Folge (bis zum Banküberfall) wurde einmalig mit einem auktorialen Off-Erzähler experimentiert. Musik: Eberhard Schoener | Jochen Horst, Wilfried Baasner, Robert Meyer, Wolf Golden, Roswitha Schreiner, Käte Jaenicke, Heinz Moog, Christine Ostermayer |
| 137   | Naujocks trauriges Ende                              | 24. Jan. 1986    | Alfred Vohrer       | | Sissy Höfferer, Sascha Hehn, Karl-Heinz Vosgerau, Louise Martini, Dirk Dautzenberg, Friedrich-Georg Beckhaus, Susi Nicoletti |
| 138   | Geheimnis im Hochhaus                                | 7. Feb. 1986     | Wolfgang Becker     | | Ekkehardt Belle, Traugott Buhre, Diana Körner, Gerd Baltus, Hans Peter Hallwachs, Gracia Maria Kaus, Bernd Herzsprung |
| 139   | Der Augenzeuge                                       | 4. Apr. 1986     | Theodor Grädler     | Musik: Martin Böttcher | Klaus Herm, Karl Walter Diess, Ralf Schermuly, Eva-Maria Bayerwaltes, Dieter Schidor, Sky Dumont, Lilly Berger |
| 140   | Das absolute Ende                                    | 25. Apr. 1986    | Alfred Vohrer       | | Günter Mack, Volkert Kraeft, Reinhild Solf, Konrad Georg, Marion Kracht, Michael Heltau, Wolfgang Müller, Tommi Piper, Thomas Astan, Enzi Fuchs |
| 141   | Der Charme der Bahamas                               | 16. Mai 1986     | Jürgen Goslar       | | Karl-Michael Vogler, Irene Clarin, Till Topf, Evelyn Opela, Klaus Behrendt, Thomas Fritsch, Richard Münch, Ullrich Haupt |
| 142   | Die Nacht, in der Ronda starb                        | 4. Juli 1986     | Theodor Grädler     | | Klaus Schwarzkopf, Ursula Lingen, Anne Bennent, Marie-Theres Relin, Christoph Eichhorn, Tobias Lelle, Jens Noelte, Paul Neuhaus, Alwy Becker, Barbara Morawiecz, Cosima von Borsody |
| 143   | Ein eiskalter Hund                                   | 25. Juli 1986    | Theodor Grädler     | | Klaus Löwitsch, Christine Buchegger, Horst Michael Neutze, Gundi Ellert, Axel Milberg, Ida Krottendorf, Joachim Wichmann, Bruno W. Pantel, Katharina de Bruyn, Willy Schultes |
| 144   | Der Fall Weidau                                      | 8. Aug. 1986     | Alfred Weidenmann   | Musik: Hans Hammerschmid | Friedrich von Thun, Ulli Maier, Ekkehardt Belle, Christiane Hammacher, Siegmar Schneider, Inge Birkmann, Ernst-Fritz Fürbringer, Manfred Seipold, Claus Ringer, Barbara Kutzer, Alf Marholm |
| 145   | Schonzeit für Mörder?                                | 22. Aug. 1986    | Gero Erhardt        | Basiert auf dem Reinecker-Roman Der Kommissar und der Despot von 1977. | Horst Bollmann, Christoph Waltz, Lena Stolze, Volker Lechtenbrink, Hilde Volk, Horst Naumann |
| 146   | Die Rolle seines Lebens                              | 3. Okt. 1986     | Alfred Weidenmann   | Regisseur Weidenmann wird in dieser Folge erwähnt, allerdings als „Weidemann“. | Franz Boehm, Sonja Sutter, Roswitha Schreiner, Peter Bongartz, Edwin Noël, Erich Hallhuber, Karl-Heinz Vosgerau, Heini Göbel, Else Quecke, Pierre Franckh, Helma Seitz |
| 147   | Entlassen Sie diesen Mann nicht!                     | 28. Nov. 1986    | Horst Tappert       | | Pinkas Braun, Reinhild Solf, Günter Mack, Michael Hinz, Wolf Roth, Paul Hoffmann, Marilene von Bethmann |
| 148   | Mädchen in Angst                                     | 2. Jan. 1987     | Horst Tappert       | Klein als Verdächtiger. | Sona MacDonald, Joachim Bissmeier, Angela Hillebrecht, Stefan Behrens, Gisela Trowe, Henry van Lyck, Claus Ringer |
| 149   | Die Dame aus Amsterdam                               | 30. Jan. 1987    | Helmuth Ashley      | Musik: Martin Böttcher | Elisabeth Augustin, Ernst Jacobi, Gustl Halenke, Raimund Harmstorf, Wega Jahnke, Thomas Astan |
| 150   | Anruf in der Nacht                                   | 20. März 1987    | Theodor Grädler     | | Thomas Fritsch, Till Topf, Ingeborg Lapsien, Josef Fröhlich, Ilse Neubauer, Horst Sachtleben, Stefan Reck, Heike Goosmann, Claus Peter Seifert, Lotte Ledl, Paul Müller, Ulli Kinalzik, Robert Jarczyk, Waldemar Wichlinski |
| 151   | Absoluter Wahnsinn                                   | 24. Apr. 1987    | Horst Tappert       | Die Folge weist Parallelen zu „Tod im See“ auf, auch Robert Atzorn ist wieder in ähnlicher Rolle zu sehen. Die Nebenhandlung wiederum (ein todkranker Mann nimmt einen nicht von ihm begangenen Mord auf sich, um seine Hinterbliebenen finanziell abzusichern) wurde von Reinecker später für „Die Frau des Mörders“ weiter ausgearbeitet. | Robert Atzorn, Ingrid Steeger, Horst Bollmann, Eva Kotthaus, Reinhard Glemnitz, Jutta Kammann, Kathrin Ackermann |
| 152   | Der Tote auf der Parkbank                            | 5. Juni 1987     | Theodor Grädler     | Sowohl Ursula Karven als auch Werner Rom (von Horst Sachtleben) wurden von anderen Sprechern nachsynchronisiert. | Gisela Peltzer, Christian Hellenthal, Ulrich Matthes, Alwy Becker, Ursula Karven, Renate Grosser, Ricci Hohlt, Ingrid Gravenhorst, Werner Rom, Ulrike Knospe |
| 153   | Die Nacht des Jaguars                                | 19. Juni 1987    | Jürgen Goslar       | | Hans Korte, Doris Schade, Volkert Kraeft, Christian Kohlund, Christiane Krüger, Hartmut Kollalowsky, Wilfried Klaus, Henry Stolow, Uschi Buchfellner |
| 154   | Ein Weg in die Freiheit                              | 3. Juli 1987     | Gero Erhardt        | Musik: Günther Ress | Michael Degen, Loni von Friedl, Christoph Eichhorn, Ulli Philipp, Jessica Kosmalla, Volker Lechtenbrink, Ben Becker, Henry van Lyck |
| 155   | Nachtstreife                                         | 18. Sep. 1987    | Dietrich Haugk      | | Hans Brenner, Witta Pohl, Karin Thaler, Frank Hoffmann, Ankie Heung-Ping Lau-Beilke, Herbert Bötticher, Anton Diffring, Bernd Herberger, Ankie Beilke |
| 156   | Koldaus letzte Reise                                 | 2. Okt. 1987     | Franz Peter Wirth   | | Peter Ehrlich, Liane Hielscher, Klaus Herm, Tommi Piper, Nicolas Lansky, Wilm Roil |
| 157   | Nur Ärger mit dem Mann aus Rom                       | 30. Okt. 1987    | Helmuth Ashley      | | Burkhard Driest, Sieghardt Rupp, Siegfried Rauch, Uschi Buchfellner, Hans-Georg Panczak, Ute Christensen, Horst Sachtleben, Günter Clemens, Don Balmer |
| 158   | Mordfall Goos                                        | 27. Nov. 1987    | Franz Peter Wirth   | Basiert auf Reineckers Kommissar-Roman Die Wahrheit im Mordfall Goos von 1978. | Martin Held, Martin Benrath, Irene Clarin, Robert Atzorn, Liane Hielscher, Wega Jahnke, Beatrice Richter, Will Danin, Gernot Duda |
| 159   | Fliegender Vogel                                     | 8. Jan. 1988     | Wolfgang Becker     | Erstmals mit Soundtrack von Helmut Trunz. | Christiane Hörbiger, Stefan Reck, Roswitha Schreiner, Dana Vávrová, Claude-Oliver Rudolph, Gert Burkard, Peter Böhlke |
| 160   | Mordträume                                           | 5. Feb. 1988     | Gero Erhardt        | Letzte Folge mit dem Derrick-Thema im Nachspann. | Mathieu Carrière, Jocelyne Boisseau, Manfred Seipold, Constanze Engelbrecht Elert Bode, Karl Renar |
| 161   | Eine Reihe von schönen Tagen                         | 4. März 1988     | Wolfgang Becker     | | Hans Caninenberg, Käthe Gold, Tobias Hoesl, Wega Jahnke, Dieter Eppler, Stefan Behrens, Uli Krohm, Jürgen Schmidt, Paul Neuhaus |
| 162   | Kein Risiko                                          | 25. März 1988    | Alfred Weidenmann   | Musik: Martin Böttcher | Hannes Jaenicke, Irene Clarin, Klaus Schwarzkopf, Eleonore Weisgerber, Fee von Reichlin, Volkert Kraeft, Bernd Herberger, Edwin Noël, Tilly Lauenstein, Wolfrid Lier |
| 163   | Auf Motivsuche                                       | 22. Apr. 1988    | Zbyněk Brynych      | | Will Danin, Beate Finckh, Pierre Franckh, Ute Christensen, Rudolf Wessely, Nikolas Lansky, Peter von Strombeck |
| 164   | Da läuft eine Riesensache                            | 13. Mai 1988     | Zbyněk Brynych      | Musik: Frank Duval | Amadeus August, Sissy Höfferer, Edda Seippel, Hans-Peter Hallwachs, Gert Burkard, Wilfried Klaus, Franz Mosthav, Gert Wiedenhofen, |
| 165   | Das Piräus-Abenteuer                                 | 1. Juli 1988     | Zbyněk Brynych      | Harry weint am Ende der Folge. | Ute Christensen, Jürgen Heinrich, Henry van Lyck, Peter Neusser, Sabi Dorr, Holger Petzold, Beatrice Richter, Peter Bertram |
| 166   | Die Stimme                                           | 22. Juli 1988    | Helmuth Ashley      | | Ernst Jacobi, Christoph Eichhorn, Gerlinde Locker, Lambert Hamel, Roswitha Schreiner, Eva Brumby, Sky Dumont, Irina Wanka, Bernd Herberger, Anke Syring, Miroslav Nemec |
| 167   | Das Ende einer Illusion                              | 12. Aug. 1988    | Günter Gräwert      | | Cornelia Froboess, Gerd Anthoff, Günther Ungeheuer, Hanno Pöschl, Marion Kracht, Klaus Abramowsky, Hans Zander |
| 168   | Mord inklusive                                       | 19. Aug. 1988    | Helmuth Ashley      | | Alice Treff, Holger Petzold, Philipp Moog, Christoph Waltz, Peter von Strombeck, Anja Schüte, Ellen Frank, Beate Finckh, Tobias Hoesl |
| 169   | Die Mordsache Druse                                  | 21. Okt. 1988    | Alfred Weidenmann   | | Edgar Selge, Birgit Doll, Karin Anselm, Jochen Horst, Charles Brauer, Paul Neuhaus, Robert Jarczyk, Dirk Galuba, Sky Dumont |
| 170   | Eine Art Mord                                        | 25. Nov. 1988    | Günter Gräwert      | | Siegfried Lowitz, Manfred Zapatka, Ulli Philipp, Liane Hielscher, Heinz Baumann, Edith Behleit, Elert Bode |
| 171   | Wie kriegen wir Bodetzki?                            | 6. Jan. 1989     | Horst Tappert       | Basiert auf Reineckers gleichnamigem Kommissar-Roman von 1979. Ab dieser Folge läuft (mit Ausnahme von Folge 173) die Schrift im Nachspann in umgekehrter Richtung durchs Bild. | Hans Putz, Paul Hoffmann, Reinhild Solf, Claus Ringer, Gert Haucke, Volker Lechtenbrink, Wolfrid Lier, Hans-Georg Panczak, Helmut Stauss |
| 172   | Kisslers Mörder                                      | 27. Jan. 1989    | Wolfgang Becker     | | Evelyn Opela, Maximilian Held, Hans Caninenberg, Peter Bongartz, Janna Marangosoff, Christoph Mainusch, Robinson Reichel, Uli Krohm |
| 173   | Der zweite Mord                                      | 24. Feb. 1989    | Zbyněk Brynych      | | Claude-Oliver Rudolph, Esther Hausmann, Philipp Moog, Stefan Wigger, Ursula Dirichs, Frank Hessenland, Andreas Borcherding, Ulli Kinalzik |
| 174   | Blaue Rose                                           | 17. März 1989    | Zbyněk Brynych      | Produzent Helmut Ringelmann hat ein Cameo als Passant in der Tiefgarage. | Sissy Höfferer, Jochen Horst, Brigitte Mira, Sabi Dorr, Karl Renar, Holger Petzold, Werner Kreindl, Hartmut Neugebauer |
| 175   | Die Stimme des Mörders                               | 14. Apr. 1989    | Theodor Grädler     | Musik: Max Greger junior | Lena Stolze, Lotte Ledl, Ernst Hannawald, Uwe Friedrichsen, Hans-Peter Hallwachs, Henry van Lyck, Werner Asam, Gert Burkard, Horst Jüssen, Ludwig Haas, Andreas Borcherding |
| 176   | Rachefeldzug                                         | 5. Mai 1989      | Theodor Grädler     | Günther Ungeheuer in seiner wahrscheinlich letzten Fernsehrolle. | Günther Ungeheuer, Christine Wodetzky, Inge Birkmann, Marion Kracht, Karin Anselm, Dieter Eppler, Dieter Möbius, Robert Jarczyk, Robinson Reichel |
| 177   | Schrei in der Nacht                                  | 2. Juni 1989     | Günter Gräwert      | Musik: Dieter Bohlen | Christine Buchegger, Horst Günter Marx, Svenja Pages, Udo Vioff, Klaus Herm, Reinhard Glemnitz, Jürgen Schmidt, Roswitha Schreiner, Roswitha Dierck, Franz Rampelmann |
| 178   | Die Kälte des Lebens                                 | 30. Juni 1989    | Helmuth Ashley      | | Tushka Bergen, Ursela Monn, Claude-Oliver Rudolph, Lotte Ledl, Winfried Glatzeder, Hartmut Kollakowsky, Emilio de Marchi, Miroslav Nemec, Nino Korda, Gernot Duda |
| 179   | Mozart und der Tod                                   | 29. Sep. 1989    | Zbyněk Brynych      | | Heike Faber, Christoph Eichhorn, Volker Bogdan, Hermann Lause, Jürgen Schornagel, Hans Zander, Monika Baumgartner, Michael Diekmann, Peter Neusser, Robert Naegele |
| 180   | Ein kleiner Gauner                                   | 20. Okt. 1989    | Helmuth Ashley      | | Christiane Krüger, Hans Quest, Kurt Sowinetz Jürgen Schmidt, Alexander Kerst, Ricci Hohlt, Hans-Maria Darnov, Oliver Rohrbeck, Gert Burkard, Don Balmer |
| 181   | Diebachs Frau                                        | 17. Nov. 1989    | Alfred Weidenmann   | | Irene Clarin, Gerd Anthoff, Stefan Reck, Werner Schnitzer, Hanns Zischler |
| 182   | Ein merkwürdiger Tag auf dem Lande                   | 15. Dez. 1989    | Wolfgang Becker     | Im Abspann ist der Titel „Hey You“ vom Pink Floyd Album „The Wall“ zu hören. Das Auffinden des verunglückten Bankräubers ist unterlegt mit den Anfangstakten der 4. Symphonie von Anton Bruckner. | Wolfgang Fierek, Gerd Baltus, Martin Semmelrogge, Svenja Pages, Michael Fitz, Willy Schultes, Erich Ludwig, Toni Berger, Karl Renar, Jürgen Scheller |
| 183   | Kein Ende in Wohlgefallen                            | 5. Jan. 1990     | Theodor Grädler     | | Michael Roll, Susanne Uhlen, Jürgen Heinrich, Will Danin, Dirk Galuba |
| 184   | Tödliches Patent                                     | 2. Feb. 1990     | Horst Tappert       | | Brigitte Karner, Udo Vioff, Peter Simonischek, Peter Bongartz, Bernd Herzsprung, Karl-Heinz Vosgerau, Hannes Kaetner, Manfred Andrae |
| 185   | Judith                                               | 9. März 1990     | Zbyněk Brynych      | | Evelyn Opela, Svenja Pages, Walter Renneisen, Klaus Herm, Ilse Künkele, Peter Kuiper, Sabi Dorr, Uli Krohm, Käte Jaenicke |
| 186   | Tossners Ende                                        | 20. Apr. 1990    | Günter Gräwert      | Regisseur Gräwert spielte den titelgebenden Bösewicht selbst; Derrick und Harry treten erst nach über 32 Minuten auf. Die Folge stützt die gängige Falschannahme, Düsseldorf liege im Ruhrgebiet. | Walter Plathe, Gila von Weitershausen, Gaby Dohm, Thomas Fritsch, Günter Gräwert, Will Danin |
| 187   | Höllensturz                                          | 25. Mai 1990     | Theodor Grädler     | | Wolf Roth, Philipp Moog, Jeannine Burch, Hanno Pöschl, Liane Hielscher, Carin C. Tietze, Peter Neusser, Wilfried Klaus |
| 188   | Der Einzelgänger                                     | 8. Juni 1990     | Zbyněk Brynych      | | Heiner Lauterbach, Walter Plathe, Ute Willing, Dirk Galuba, Claude-Oliver Rudolph, Peter Bertram, Katja Flint, Eva Röder, Günter Clemens, Käte Jaenicke |
| 189   | Des Menschen Feind                                   | 20. Juli 1990    | Günter Gräwert      | | Ruth Maria Kubitschek, Günter Mack, Cornelia Froboess, Peter Sattmann, Otto Bolesch, Lisa Kreuzer, Karl Renar, Imo Heite |
| 190   | Tod am Waldrand                                      | 17. Aug. 1990    | Wolfgang Becker     | Ein Fall für Harry. Parallelen zu „Tote im Wald“ bis hin zum Titel. | Traugott Buhre, Stefan Reck, Rufus Beck, Gisela Zülch, Volker Brandt, Gracia-Maria Kaus, Mia Martin, Horst Sachtleben, Kornelia Boje, Toni Berger, Toni Netzle, Ferdinand Dux, Carin C. Tietze |
| 191   | Abgrund der Gefühle                                  | 14. Sep. 1990    | Horst Tappert       | | Christian Kohlund, Carin C. Tietze, Christoph Eichhorn, Christian Berkel, Edgar Walther, Peter von Strombeck, Edith Behleit, Carolin Fink, Bruno W. Pantel, Michael Diekmann |
| 192   | Der Augenblick der Wahrheit                          | 12. Okt. 1990    | Alfred Weidenmann   | | Jochen Horst, Walter Renneisen, Heike Faber, Charles Brauer, Matthias Fuchs, Elisabeth Endriss |
| 193   | Beziehung abgebrochen                                | 9. Nov. 1990     | Zbyněk Brynych      | | Michael Heltau, Evelyn Opela, Stefan Reck, Jessica Kosmalla, Thomas Kretschmann, Dirk Galuba, Gert Burkard, Sepp Wäsche |
| 194   | Solo für Vier                                        | 14. Dez. 1990    | Franz Peter Wirth   | Parallelen zu „Offene Rechnung“. | Carl Raddatz, Peter Pasetti, Klaus Herm, Gisela Uhlen, Eva Maria Bauer, Philipp Moog, Ralph Herforth, Nicolas Lansky, Margot Mahler, Hannes Kaetner, Peter Bertram, Thekla Mayhoff |
| 195   | Caprese in der Stadt                                 | 4. Jan. 1991     | Alfred Weidenmann   | Der mittlerweile kaum noch bekannte Mazda 929 kommt wie der erste VW Jetta recht betagt zum Einsatz. | Gerd Anthoff, Esther Hausmann, Edwin Noël, Remo Remotti, Wolf Roth, Hans Korte, Dirk Dautzenberg, Eva Maria Bauer, Beate Wedekind, Sophie Wepper |
| 196   | Gefährlicher Weg durch die Nacht                     | 1. Feb. 1991     | Günter Gräwert      | | Rufus Beck, Eva Kotthaus, Christian Berkel, Gerd Baltus, Roswitha Schreiner, Franz Rudnik, Ute Christensen |
| 197   | Penthaus                                             | 15. März 1991    | Theodor Grädler     | | Ernst Schröder, Christine Buchegger, Irina Wanka, Rudolf Wessely, Käte Jaenicke |
| 198   | Wer bist du, Vater?                                  | 26. Apr. 1991    | Helmuth Ashley      | [ 9 ] [ 10 ] | Birgit Doll, Sven-Eric Bechtolf, Margit Carstensen, Manfred Spies, Ingrid van Bergen, Ernst Hannawald, Sissy Höfferer, Robert Meyer, Sarah Polosek, Henry van Lyck, Franz Rampelmann, Robinson Reichel |
| 199   | Verlorene Würde                                      | 31. Mai 1991     | Theodor Grädler     | Für den Abspann fand einmalig ein Heavy-Metal-Stück Verwendung („Painkiller“ von Judas Priest). | Peter Ehrlich, Ulrich Matthes, Jessica Kosmalla, Claude-Oliver Rudolph, Will Danin, Klaus Herm, Philipp Moog, Holger Petzold, Paul Neuhaus |
| 200   | Offener Fall                                         | 28. Juni 1991    | Zbyněk Brynych      | | Maja Maranow, Günter Mack, Daniel Friedrich, Siegfried Kernen, Thomas Holtzmann, Edwin Noël |
| 201   | Der Tote spielt fast keine Rolle                     | 19. Juli 1991    | Horst Tappert       | | Michèle Marian, Klaus J. Behrendt, Peter Fricke, Elizabeth Sombart, Jacques Breuer, Andreas Seyferth, Dieter Eppler, Michael Boettge, Peter Bertram |
| 202   | Störungen in der Lust zu leben                       | 9. Aug. 1991     | Theodor Grädler     | Im Radio wird Eberhard Schoeners zu der Zeit aktuelles Album Trance-Mission vorgestellt. | Richy Müller, Liane Hielscher, Katja Amberger, Konstantin Graudus, Horst Sachtleben, Hilde Volk, Hannes Kaetner, Robert Jarczyk |
| 203   | Tod auf dem Hinterhof                                | 20. Sep. 1991    | Zbyněk Brynych      | Ab dieser Folge trägt Derrick stets Brille. | Hannelore Hoger, Christian Kohlund, Christian Berkel, Siegfried W. Kernen, Jeannine Burch, Käte Jaenicke, Ricci Hohlt |
| 204   | Der Schrei                                           | 18. Okt. 1991    | Helmuth Ashley      | Ein Fall für Harry. | Rolf Zacher, Carin C. Tietze, Wolf Roth, Muriel Baumeister, Christine Wodetzky, Hans Georg Panczak, Gernot Duda |
| 205   | Das Lächeln des Doktor Bloch                         | 29. Nov. 1991    | Günter Gräwert      | Musik: Frank Duval, der Abspann führt die Handlung zu Ende | Evelyn Opela, Peter Sattmann, Enzi Fuchs, Kurt Weinzierl, Hans-Michael Rehberg, Michael Tregor |
| 206   | Isoldes tote Freunde                                 | 20. Dez. 1991    | Helmuth Ashley      | | Juliane Rautenberg, Antje Hagen, Franziska Walser, Udo Thomer, Holger Handtke, Volkert Kraeft, Werner Schnitzer, Philipp Moog, Hans Piesbergen, Thomas Astan, Günter Clemens |
| 207   | Die Reise nach München                               | 17. Jan. 1992    | Alfred Weidenmann   | Musik: Frank Duval | Stefan Wigger, Ursula Lingen, Michael Roll, Wolfrid Lier, Werner Asam, Bruno W. Pantel, Franz Froschauer, Diana Cignoni |
| 208   | Ein seltsamer Ehrenmann                              | 14. Feb. 1992    | Zbyněk Brynych      | | Claude-Oliver Rudolph, Monica Bleibtreu, Peter Pasetti, Eva Kryll, Philipp Moog, Henry van Lyck, Sabi Dorr, Günter Waidacher |
| 209   | Mord im Treppenhaus                                  | 20. März 1992    | Helmuth Ashley      | Musik: Eberhard Schoener | Rüdiger Vogler, Holger Handtke, Harald Leipnitz, Sonja Sutter, Sky Dumont, Holger Petzold, Claudia Lössl, Michael Gahr, Wookie Mayer, Manfred Spies, Robert Jarczyk |
| 210   | Die Festmenüs des Herrn Borgelt                      | 24. Apr. 1992    | Alfred Weidenmann   | | Ernst Schröder, Irene Clarin, Hans Peter Hallwachs, Michèle Marian, Svenja Pages, Thomas Schücke, Ursula Karven, Gert Burkard |
| 211   | Der stille Mord                                      | 22. Mai 1992     | Theodor Grädler     | | Sonja Sutter, Juliane Rautenberg, Gerd Baltus, Dirk Galuba, Sona MacDonald, Robert Jarczyk, Christiane Hammacher, Robinson Reichel, Petra Schwarz |
| 212   | Beatrice und der Tod                                 | 19. Juni 1992    | Theodor Grädler     | | Elisabeth Trissenaar, Kitty Speiser, Carin C. Tietze Liane Hielscher, Werner Schnitzer, Axel Milberg, Gaby Herbst, Wolfram A. Guenther |
| 213   | Eine eiskalte Nummer                                 | 17. Juli 1992    | Helmuth Ashley      | Wurde bereits 1990 als 193. Folge produziert. Die beiden Einbrecher lesen eine Zeitung, die schon in Folge 186 vorkam (Schlagzeile: „Tossner kauft ganze Häuserzeilen im Ruhrgebiet!“). | Peter Fricke, Rolf Becker, Ilona Grübel, Robert Jarczyk, Ullrich Haupt, Alexander Kerst, Ludwig Haas, Christiane Hammacher, Günter Clemens, Christiane Bachschmidt, Michael Seyfried |
| 214   | Tage des Zorns                                       | 21. Aug. 1992    | Günter Gräwert      | | Jürgen Schmidt, Jessica Kosmalla, Klaus Grünberg, Krista Posch, Michael Tregor, Herbert Trattnigg |
| 215   | Die Frau des Mörders                                 | 18. Sep. 1992    | Zbyněk Brynych      | | Thekla Carola Wied, Gerd Baltus, Christian Berkel, Bernhard Baier Marijam Agischewa, Esther Hausmann Michael Mendl, Andreas Voss, Hans-Dieter Schwarze, Monika Greving, Eva Röder |
| 216   | Billies schöne, neue Welt                            | 16. Okt. 1992    | Wolfgang Becker     | | Muriel Baumeister, Nikolaus Gröbe, Bernd Herzsprung, Elisabeth Endriss, Will Danin, Sona MacDonald, Thomas Schücke, Lis Verhoeven, John Bockelmann |
| 217   | Ein merkwürdiger Privatdetektiv                      | 13. Nov. 1992    | Helmuth Ashley      | | Peter Fricke, Heike Faber, Richy Müller, Tobias Hoesl, Anaid Iplicjian, Eva Maria Meineke, Renate Grosser, Paul Neuhaus |
| 218   | Kein teurer Toter                                    | 11. Dez. 1992    | Helmuth Ashley      | | Joachim Kemmer, Ingeborg Schöner, Juliane Rautenberg, Sissy Höfferer, Udo Thomer, Hans-Maria Darnov, Will Danin |
| 219   | Ein sehr trauriger Vorgang                           | 22. Jan. 1993    | Theodor Grädler     | | Christiane Hörbiger, Holger Handtke, Robinson Reichel, Wilfried Hochholdinger, Alexander Netschájew, Manou Lubowski, Philipp Brammer, Dorothee Hartinger, Hans Dieter Schwarze |
| 220   | Mann im Regen                                        | 5. Feb. 1993     | Alfred Weidenmann   | | Ulrich Matthes, Krista Posch, Hans Korte, Hans-Georg Panczak, Burkhard Heyl, Ingrid van Bergen |
| 221   | Langsamer Walzer                                     | 5. März 1993     | Helmuth Ashley      | Musik: Roland Kovac | Gerd Baltus, Hannelore Hoger, Anja Kling, Nikolaus Gröbe, Christiane Hammacher, Jennifer Nitsch, Christoph Eichhorn, Burkhard Heyl, Dirk Galuba, Peter Fricke |
| 222   | Geschlossene Wände                                   | 16. Apr. 1993    | Theodor Grädler     | | Constanze Engelbrecht, Heiner Lauterbach, Hanns Zischler, Jeannine Burch, Erich Hallhuber, Christoph Bantzer, Gerlinde Locker, Gundis Zambo, Christine Reinhart, Dieter Goertz, Leopold Gmeinwieser |
| 223   | Nach acht langen Jahren                              | 7. Mai 1993      | Helmuth Ashley      | | Michael Gwisdek, Rosel Zech, Cornelia Froboess, Claudio Caramaschi, Bernhard Baier, Werner Pochath, Fiona Schwartz, Philipp Brammer, Peter Bertram, Torsten Münchow, Eduard Linkers |
| 224   | Die Lebensgefährtin                                  | 18. Juni 1993    | Günter Gräwert      | | Krista Posch, Jutta Kammann, Christoph Bantzer, Philipp Moog, Udo Vioff, Christine Wodetzky, Christian Berkel, Edwin Marian |
| 225   | Die seltsame Sache Liebe                             | 16. Juli 1993    | Theodor Grädler     | | Juliane Rautenberg, Wolf Roth, Holger Handtke, Claus Biederstaedt, Diana Körner, Hermann Lause, Michael Mendl, Rudolf Wessely, Doris Schade, Carolin Fink, Gernot Duda |
| 226   | Zwei Tage, zwei Nächte                               | 6. Aug. 1993     | Zbyněk Brynych      | | Peter Ehrlich, Jacques Breuer, Katharina Schubert, Walter Renneisen, Ute Willing, Liane Hielscher |
| 227   | Nachtvorstellung                                     | 24. Sep. 1993    | Helmuth Ashley      | | Christoph Bantzer, Oliver Hasenfratz, Nikolaus Gröbe, Philipp Brammer, Francis Fulton-Smith, Gerd Anthoff, Dirk Galuba, Gaby Herbst, Kornelia Boje, Eva-Maria Meineke, Günter Clemens, Ulrich Günther |
| 228   | Melodie des Todes                                    | 29. Okt. 1993    | Alfred Weidenmann   | | Helmut Zierl, Nina Hoger, Svenja Pages, Ursula Lingen, Irene Clarin, Jürgen Schmidt, Dieter Eppler |
| 229   | Die Nacht mit Ariane                                 | 26. Nov. 1993    | Günter Gräwert      | | Esther Hausmann, Philipp Brammer, Sven-Eric Bechtolf, Michael Zittel, Christian Berkel, Karin Frey, Alexandra Kamp |
| 230   | Ein Objekt der Begierde                              | 17. Dez. 1993    | Zbyněk Brynych      | Regisseur Brynych hat einen Kurzauftritt als Fußgänger, der sich an die Stirn fasst. | Stefan Wigger, Jeannine Burch, Michael Mendl, Jutta Kammann, René Heinersdorff, Hans-Georg Panczak, Sky Dumont, Ralf Schermuly, Christine Merthan |
| 231   | Das Thema                                            | 7. Jan. 1994     | Alfred Weidenmann   | | Jochen Horst, Irene Clarin, Richy Müller, Eva Maria Bauer, Werner Schnitzer, Arnd Klawitter, Heinrich Waldmann |
| 232   | Nachts als sie nach Hause lief                       | 4. Feb. 1994     | Helmuth Ashley      | | Karlheinz Hackl, Krista Posch, Christine Buchegger, Hans-Georg Panczak, Kornelia Boje, Hans Peter Hallwachs, Paul Neuhaus |
| 233   | Das Plädoyer                                         | 4. März 1994     | Theodor Grädler     | | Klaus Herm, Lambert Hamel, Sona MacDonald, Philipp Moog, Christine Merthan, Günter Gräwert, Hans Bergmann |
| 234   | Ein sehr ehrenwerter Herr                            | 22. Apr. 1994    | Zbyněk Brynych      | Musik: Frank Duval | Walter Schmidinger Monika Baumgartner, Edwin Noël, Juliane Rautenberg, Gertraud Jesserer, René Heinersdorff, Hanno Pöschl, Dirk Galuba, Jenny Lattermann, Werner Schulenberg, Günter Clemens, Sepp Wäsche, Herbert Jarczyk |
| 235   | Eine Endstation                                      | 27. Mai 1994     | Alfred Weidenmann   | Musik: Frank Duval | Will Quadflieg, Gerd Baltus, Hannelore Hoger, Sissy Höfferer, Christiane Krüger, Eva Maria Bauer, Manfred Steffen, Reinhard Glemnitz |
| 236   | Darf ich Ihnen meinen Mörder vorstellen?             | 24. Juni 1994    | Theodor Grädler     | | Stephan Orlac, Peter Kremer, Eleonore Weisgerber, Joachim Bissmeier, Philipp Brammer, Reinhard Glemnitz, Werner Asam |
| 237   | Gib dem Mörder nicht die Hand                        | 8. Juli 1994     | Theodor Grädler     | | Wolf Roth, Hans Peter Hallwachs, Monika Baumgartner, Till Topf, Klaus Behrendt, Liane Hielscher, Stefan Wigger, Christine Merthan, Irene Clarin, Karl-Heinz Vosgerau, Erland Erlandsen, Michael Gahr |
| 238   | Gesicht hinter der Scheibe                           | 5. Aug. 1994     | Dietrich Haugk      | Regisseur Haugk doziert als Professor der Filmhochschule über Bernd Eichinger. | Klausjürgen Wussow, Evelyn Opela, Muriel Baumeister, Philipp Moog, Jacques Breuer, Winfried Glatzeder, Dietrich Haugk, Monika Greving |
| 239   | Der Schlüssel                                        | 9. Sep. 1994     | Zbyněk Brynych      | Derrick-Komponist Duval spielt den Auftragskiller. Derrick selbst hat einen seltenen Zornesausbruch, zudem wird ab dieser Folge regelmäßig Gott zum Thema gemacht. | Frank Duval, Sunnyi Melles, Sky Dumont, Eva Kotthaus, Gundis Zámbó, Dieter Eppler, Holger Petzold, Gaby Herbst, Pierre Franckh |
| 240   | Das Floß                                             | 7. Okt. 1994     | Helmuth Ashley      | | Sona MacDonald, Will Danin, Edwin Noël, Christina Plate, Manfred Zapatka, Irene Clarin, Cordula Trantow, Hermann Lause, Oliver Hasenfratz |
| 241   | Nachtgebete                                          | 11. Nov. 1994    | Theodor Grädler     | | Gerd Anthoff, Doris Schade, Hanno Pöschl, Robert Jarczyk, Sissy Höfferer, Monika Baumgartner, Jaschka Lämmert |
| 242   | Abendessen mit Bruno                                 | 9. Dez. 1994     | Alfred Weidenmann   | Erste Folge mit Sophie Lauer (hier noch Sophia). | Marion Kracht, Sebastian Koch, Philipp Moog, Wolf Roth, Ernst Jacobi, Sona MacDonald Elert Bode, Thomas Schücke, Marcus Grüsser |
| 243   | Katze ohne Ohren                                     | 6. Jan. 1995     | Horst Tappert       | Stummer Abspann ohne Musik. | Karlheinz Hackl, Svenja Pages, Peter Kremer, Robinson Reichel, Enzi Fuchs, Gerhard Schmitt-Thiel, Günter Clemens, Judith Kernke |
| 244   | Anruf aus Wien                                       | 3. Feb. 1995     | Dietrich Haugk      | | Peter Fricke, Jutta Kammann, Veronika Fitz, Sybille Widauer, Klaus Höhne, Jaron Löwenberg, Tobias Maehler |
| 245   | Ein Mord, zweiter Teil                               | 24. März 1995    | Alfred Weidenmann   | | Wolf Roth, Gudrun Landgrebe, Edwin Noël, Stefan Wigger, Franjo Marincic |
| 246   | Teestunde mit einer Mörderin?                        | 28. Apr. 1995    | Alfred Weidenmann   | | Ursula Lingen, Thomas Kretschmann, Christina Plate, Barbara Kutzer, Erland Erlandsen |
| 247   | Ein Mord und lauter nette Leute                      | 19. Mai 1995     | Theodor Grädler     | | Klausjürgen Wussow, Sky Dumont, Christoph Eichhorn, Julia Dahmen, Christine Buchegger, Sona MacDonald, Klaus Herm, Christiane Hammacher, Valentina Pindur, Christiane Roßbach |
| 248   | Kostloffs Thema                                      | 23. Juni 1995    | Dietrich Haugk      | Stummer Abspann ohne Musik | Gerd Anthoff, Maria Becker, Nikolaus Gröbe, Michael Tregor |
| 249   | Derricks toter Freund                                | 14. Juli 1995    | Theodor Grädler     | | Christiane Hörbiger, Walter Renneisen, Traugott Buhre, Gertraud Jesserer, Jürgen Schmidt, Roswitha Schreiner, Robert Naegele, Herbert Trattnigg |
| 250   | Eines Mannes Herz                                    | 18. Aug. 1995    | Alfred Weidenmann   | | Walter Schmidinger, Sonja Sutter, Wolf Roth, Nikolaus Gröbe, Ralf Schermuly, Claudia Butenuth, Kurt Weinzierl |
| 251   | Dein Bruder, der Mörder                              | 8. Sep. 1995     | Hans-Jürgen Tögel   | | Peter von Strombeck, Holger Handtke, Eva Kotthaus, Carin C. Tietze, Kurt Weinzierl, Edith Behleit, Johanna Baumann |
| 252   | Die Ungerührtheit der Mörder                         | 6. Okt. 1995     | Helmuth Ashley      | | Marion Kracht, Wolf Roth, Michael Mendl, George Lenz, Mario Irrek, Melanie Rühmann, Renate Grosser, Marisa Burger, Martin Ostermeier |
| 253   | Herr Widanje träumt schlecht                         | 17. Nov. 1995    | Alfred Weidenmann   | | Gudrun Landgrebe, Eleonore Weisgerber, Edwin Noel, Julia Brendler, George Lenz, Henry van Lyk, Gabriele Dossi, Philipp Moog, Dirk Galuba, Astrid Polak |
| 254   | Mitternachtssolo                                     | 15. Dez. 1995    | Helmuth Ashley      | | Udo Samel, Susanne Uhlen, Winfried Glatzeder, Michael Zittel |
| 255   | Die zweite Kugel                                     | 5. Jan. 1996     | Horst Tappert       | | Philipp Moog, Oliver Hasenfratz, Dirk Galuba, Peter Bertram, Lambert Hamel, Werner Asam, Ursula Ludwig, Marisa Burger, Michele Oliveri |
| 256   | Einen schönen Tag noch, Mörder                       | 2. Feb. 1996     | Alfred Weidenmann   | | Volker Lechtenbrink, Stefan Wigger, Gert Burkhard, Philipp Brammer, Natali Seelig, Günter Clemens, Gabriele Dossi, Gaby Herbst |
| 257   | Ruth und die Mörderwelt                              | 8. März 1996     | Helmuth Ashley      | | Maria Becker, Oliver Hasenfratz, Erland Erlandsen, Franjo Marincic, Walter Renneisen, Lis Verhoeven, Udo Thomer, Peter Kuiper, Martin Ostermeier, Manou Lubowski |
| 258   | Frühstückt Babette mit einem Mörder?                 | 5. Apr. 1996     | Eberhard Itzenplitz | | Christoph Bantzer, Anette Hellwig, Michele Marian, Heidy Forster, Frank Behnke, Helmut Pick |
| 259   | Mädchen im Mondlicht                                 | 10. Mai 1996     | Jürgen Goslar       | | Peter von Strombeck, Lara-Joy Körner, Christine Buchegger, Udo Vioff, Henry van Lyck, Diana Körner, Hannes Kaetner, Alexander-Klaus Stecher, Peter Bertram |
| 260   | Mordecho                                             | 21. Juni 1996    | Helmuth Ashley      | | Martin Benrath, Uwe Friedrichsen, Manfred Zapatka, Gunter Schoß, Werner Schnitzer, Kurt Weinzierl, Gerry Hungbauer, Erland Erlandsen, Isabella Hübner, Renate Langer |
| 261   | Das leere Zimmer                                     | 12. Juli 1996    | Horst Tappert       | Musik: Eberhard Schoener | Ralf Schermuly, Roswitha Schreiner, Jeannine Burch, Peter Bertram, Hans-Georg Panczak, Michael Gahr, Jutta Kammann, Marietta Meade, Karola Ebeling, Dirk Salomon |
| 262   | Riekes trauriger Nachbar                             | 9. Aug. 1996     | Eberhard Itzenplitz | | Michaela Merten, Lara-Joy Körner, Michael Maertens, Daniel Morgenroth, Michael von Au, Karl Lieffen, Kornelia Boje, Alexander Osterroth |
| 263   | Der Verteidiger                                      | 6. Sep. 1996     | Peter Deutsch       | | Philipp Moog, Gaby Dohm, Jürgen Hentsch, Walter Renneisen, Udo Vioff, Dirk Galuba, Willy Schultes, Alexander-Klaus Stecher, Michael Tschernow, Leopold Gmeinwieser, Marina Busse |
| 264   | Das dunkle Licht                                     | 11. Okt. 1996    | Alfred Weidenmann   | | Hans-Peter Hallwachs, Anja Kling, Elert Bode, Franjo Marincic, Mario Marincic, Rolf Sarkis, Inge Schulz |
| 265   | Zeuge Karuhn                                         | 8. Nov. 1996     | Peter Deutsch       | | Michael Heltau, Sky Dumont, Udo Schenk, Anette Hellwig, Christine Buchegger, Michael Gempart, Udo Thomer, Michael Zittel, Toni Netzle, Werner Asam |
| 266   | Bleichröder ist tot                                  | 13. Dez. 1996    | Peter Deutsch       | | Marion Kracht, Maria Becker, Dominique Horwitz, Sandra Cervik, Pierre Franckh, Will Danin, Jutta Kammann, Wolfram Guenther |
| 267   | Eine kleine rote Zahl                                | 3. Jan. 1997     | Eberhard Itzenplitz | | Ulrich Matthes, Pierre Sanoussi-Bliss, Peter Roggisch, Catherine Flemming, Franjo Marincic, Randolf Kronberg, Alexander Duda, Inge Schulz |
| 268   | Gegenüberstellung                                    | 31. Jan. 1997    | Eberhard Itzenplitz | | Volker Lechtenbrink, Ronald Nitschke, Julia Richter, Holger Petzold, Stefan Kolosko |
| 269   | Verlorener Platz                                     | 14. März 1997    | Alfred Weidenmann   | | Christiane Hörbiger, Klausjürgen Wussow, Holger Handtke, Irina Wanka, Natali Seelig, George Lenz, Gabriele Dossi, Heinz Simon Keller |
| 270   | Gesang der Nachtvögel                                | 18. Apr. 1997    | Wigbert Wicker      | Musik: Eberhard Schoener | Nikolaus Gröbe, Roswitha Schreiner, Jacques Breuer, Gertraud Jesserer, Hans-Peter Hallwachs, Raphael Wilczek, Michael Zittel, Christian A. Koch, Dirk Mierau, Peter Raab |
| 271   | Fundsache Anja                                       | 23. Mai 1997     | Dietrich Haugk      | Musik: Wolfgang Pillinger | Daniel Friedrich, Katja Woywood, Irene Clarin, Regine Leonhardt, Klaus Höhne, Inge Schulz, Heiko Ruprecht |
| 272   | Hölle im Kopf                                        | 20. Juni 1997    | Helmuth Ashley      | | Marion Kracht, Martin Benrath, Michaela Rosen, Will Danin, Adela Florow, Paul Neuhaus |
| 273   | Die Nächte des Kaplans                               | 12. Sep. 1997    | Eberhard Itzenplitz | | Michael Maertens, Rita Russek, Hanns Zischler, Horst Bollmann, Gaby Herbst, Helmut Pick, Margitta-Janine Lippok, Karoline Guthke |
| 274   | Der Mord, der ein Irrtum war                         | 17. Okt. 1997    | Dietrich Haugk      | Musik: Andreas Dicke | Katja Woywood, Friedrich von Thun, Gila von Weitershausen, Veit Stübner, Georg Schuchter, Angela Hobrig, Inge Schulz, Christoph Mainusch, Alexander-Klaus Stecher, Wolfgang Schatz |
| 275   | Das erste aller Lieder                               | 7. Nov. 1997     | Horst Tappert       | | Georg Preuße, Philipp Moog, Iris Junik, Stefan Wigger, Sebastian Fischer, Klaus Herm, Till Topf, Raphael Wilczek |
| 276   | Pornocchio                                           | 12. Dez. 1997    | Helmuth Ashley      | Arbeitstitel: Die zerbrochene Geige. | Michaela Merten, Dirk Galuba, Tobias Hoesl, Johanna Klante, Pierre Franckh, Ernst Jacobi |
| 277   | Die Tochter des Mörders                              | 23. Jan. 1998    | Dietrich Haugk      | Kurz vor Serienende zeigt sich Derrick noch einmal ungewohnt emotional und nimmt trotz seines fortgeschrittenen Alters abermals einen Mörder beim Schlafittchen. | Christian Kohlund, Theresa Scholze, Jutta Kammann, Werner Schnitzer, Gundi Ellert, Peter Weiß, Günther Kaufmann, Jeannine Burch, Franjo Marincic |
| 278   | Anna Lakowski                                        | 6. März 1998     | Wigbert Wicker      | | Marion Kracht, Heidelinde Weis, Pierre Franckh, Iris Junik, Klaus Höhne, Gabriele Dossi, Raphael Wilczek, Alexander-Klaus Stecher, Matthias Ebert, Christian Alexander Koch |
| 279   | Herr Kordes braucht eine Million                     | 17. Apr. 1998    | Wigbert Wicker      | Diese Folge fällt durch den inneren Monolog des Täters sowie durch den eindringlichen Soundtrack auf, bei dem Storyelemente wie Kirchenglocken und Tanzschritte mit der Musik verquickt sind. | Lambert Hamel, Maria Becker, Johanna Klante, Peter Ketnath, Miguel Herz-Kestranek, Christiane Hammacher, Inge Schulz, Melanie Bianca Jung, Klaus Guth |
| 280   | Mama Kaputtke                                        | 1. Mai 1998      | Alfred Weidenmann   | Hostess oder Escort-Service? | Sonja Sutter, Thomas Schücke, Carolin Fink, Volker Lechtenbrink, Wolf Roth, Susanne Uhlen, Werner Schnitzer, Henry van Lyck, Günther Kaufmann, Christian A. Koch |
| 281   | Das Abschiedsgeschenk                                | 16. Okt. 1998    | Dietrich Haugk      | Rolf Schimpf, Michael Ande und andere Darsteller aus der Serie Der Alte sowie Produzent Ringelmann haben Gastauftritte. Die Festrede wird von August Everding gehalten. | Maria Becker, Michaela Merten, Dirk Galuba, Uwe Friedrichsen, Florian Martens, Tobias Nath, Eleonore Weisgerber, Karl Lieffen, Randolf Kronberg, Günther Kaufmann, Michael Ande, Markus Böttcher, Pierre Franckh, Helmut Ringelmann, Rolf Schimpf |

## Produktionsreihenfolge
Die für die Erstausstrahlung der Folgen gewählte Reihenfolge stimmte häufig nicht mit ihrer tatsächlichen Produktionsreihenfolge überein. Speziell die Sendereihenfolge der frühen Folgen aus der Experimentierphase der Serie stellt ein wahres Durcheinander dar. Hier die ersten dreißig Folgen in der Reihenfolge ihrer Entstehung (die beiden ersten wurden bereits 1973 gedreht):

- 01 Mitternachtsbus (ausgestrahlt als Folge 4)
- 02 Stiftungsfest (Folge 3)
- 03 Pfandhaus (Folge 11)
- 04 Waldweg (Folge 1)
- 05 Paddenberg (Folge 9)
- 06 Madeira (Folge 7)
- 07 Kein schöner Sonntag (Folge 22)
- 08 Johanna (Folge 2)
- 09 Hoffmanns Höllenfahrt (Folge 10)
- 10 Nur Aufregungen für Rohn (Folge 6)
- 11 Angst (Folge 18)
- 12 Tod am Bahngleis (Folge 5)
- 13 Der Tag nach dem Mord (Folge 14)
- 14 Zeichen der Gewalt (Folge 8)
- 15 Kalkutta (Folge 21)
- 16 Ein Koffer aus Salzburg (Folge 12)
- 17 Kamillas junger Freund (Folge 13)
- 18 Tod der Kolibris (Folge 16)
- 19 Ein unbegreiflicher Typ (Folge 24)
- 20 Alarm auf Revier 12 (Folge 15)
- 21 Der Mann aus Portofino (Folge 29)
- 22 Tod des Trompeters (Folge 17)
- 23 Tote Vögel singen nicht (Folge 19)
- 24 Schock (Folge 20)
- 25 Auf eigene Faust (Folge 23)
- 26 Das Bordfest (Folge 25)
- 27 Das Superding (Folge 26)
- 28 Risiko (Folge 27)
- 29 Pecko (Folge 28)
- 30 Yellow He (Folge 30)